# Copa Africana de Naciones 1970
La Copa Africana de Naciones de 1970 fue la séptima edición del torneo de fútbol más importante de naciones de África. Fue organizado en Sudán. Jugaron ocho equipos distribuidos en dos grupos de cuatro equipos en los que clasificaban los dos primeros de cada grupo. La selección local ganó su primer campeonato al vencer a Ghana por 1 a 0.

## Equipos participantes
Para el proceso de clasificación, véase Clasificación para la Copa Africana de Naciones de 1970
En cursiva, los equipos debutantes.
| Equipos participantes | Equipos participantes | Equipos participantes | Equipos participantes |
| --------------------- | --------------------- | --------------------- | --------------------- |
| Camerún               | Costa de Marfil       | Ghana                 | República Árabe Unida |
| Congo-Kinshasa        | Etiopía               | Guinea                | Sudán                 |

## Sedes
| Khartoum          | Khartoum Wad Madani | Wad Madani         |
| Municipal Stadium | Khartoum Wad Madani | Wad Madani Stadium |
| Capacidad: 30,000 | Khartoum Wad Madani | Capacidad: 15,000  |
|                   | Khartoum Wad Madani |                    |

## Resultados

### Primera fase

#### Grupo A
| Equipo          | Pts | PJ | PG | PE | PP | GF | GC | Dif |
| --------------- | --- | -- | -- | -- | -- | -- | -- | --- |
| Costa de Marfil | 4   | 3  | 2  | 0  | 1  | 9  | 4  | 5   |
| Sudán           | 4   | 3  | 2  | 0  | 1  | 5  | 2  | 3   |
| Camerún         | 4   | 3  | 2  | 0  | 1  | 7  | 6  | 1   |
| Etiopía         | 0   | 3  | 0  | 0  | 3  | 3  | 12 | -9  |

| 6 de febrero de 1970 | Camerún                  | 3:2 (0:2) | Costa de Marfil | Estadio de Jartum, Jartum                                    |                                                              |
|                      | Koum 57' 66' · Ndoga 60' |           | Pokou 25' 45'   | Asistencia: 14.464 espectadores Árbitro(s): Mustapha Mahmoud | Asistencia: 14.464 espectadores Árbitro(s): Mustapha Mahmoud |

| 6 de febrero de 1970 | Sudán                                  | 3:0 (1:0) | Etiopía | Estadio de Jartum, Jartum                                   |                                                             |
|                      | Gagarine 43' · Hasabu 47' · Djaksa 85' |           |         | Asistencia: 14.464 espectadores Árbitro(s): Jean-Luis Faber | Asistencia: 14.464 espectadores Árbitro(s): Jean-Luis Faber |

| 8 de febrero de 1970 | Camerún                           | 3:2 (2:1) | Etiopía       | Estadio de Jartum, Jartum                                  |                                                            |
|                      | Tsebo 21' · Manga 43' · Ndoga 70' |           | Worku 12' 75' | Asistencia: 9.864 espectadores Árbitro(s): Robert Quarshie | Asistencia: 9.864 espectadores Árbitro(s): Robert Quarshie |

| 8 de febrero de 1970 | Costa de Marfil | 1:0 (0:0) | Sudán | Estadio de Jartum, Jartum                                   |                                                             |
|                      | Tahi 89'        |           |       | Asistencia: 9.864 espectadores Árbitro(s): Alphonse Mahombé | Asistencia: 9.864 espectadores Árbitro(s): Alphonse Mahombé |

| 10 de febrero de 1970 | Costa de Marfil                         | 6:1 (2:1) | Etiopía   | Estadio de Jartum, Jartum                                 |                                                           |
|                       | Losseni 16' · Pokou 21' 60' 71' 80' 87' |           | Worku 33' | Asistencia: 9.770 espectadores Árbitro(s): Mohamed Boukli | Asistencia: 9.770 espectadores Árbitro(s): Mohamed Boukli |

| 10 de febrero de 1970 | Sudán                   | 2:1 (1:1) | Camerún   | Estadio de Jartum, Jartum                                 |                                                           |
|                       | Djaksa 20' · Hasabu 60' |           | Tsebo 34' | Asistencia: 9.770 espectadores Árbitro(s): Papa Sall Ngom | Asistencia: 9.770 espectadores Árbitro(s): Papa Sall Ngom |

#### Grupo B
| Equipo         | Pts | PJ | PG | PE | PP | GF | GC | Dif |
| -------------- | --- | -- | -- | -- | -- | -- | -- | --- |
| RAU            | 5   | 3  | 2  | 1  | 0  | 6  | 2  | 4   |
| Ghana          | 4   | 3  | 1  | 2  | 0  | 4  | 2  | 2   |
| Guinea         | 2   | 3  | 0  | 2  | 1  | 4  | 7  | -3  |
| Congo-Kinshasa | 1   | 3  | 0  | 1  | 2  | 2  | 5  | -3  |

| 7 de febrero de 1970 | Ghana         | 2:0 (2:0) | Congo-Kinshasa | Estadio Wad Madani, Wad Madani                            |                                                           |
|                      | Owusu 29' 32' |           |                | Asistencia: 7.525 espectadores Árbitro(s): Ibrahim Oberid | Asistencia: 7.525 espectadores Árbitro(s): Ibrahim Oberid |

| 7 de febrero de 1970 | RAU                                                  | 4:1 (2:1) | Guinea            | Estadio Wad Madani, Wad Madani                                |                                                               |
|                      | Abugreisha 5' 10' · El-Shazly 73' (pen.) · Basri 66' |           | Edenté 25' (pen.) | Asistencia: 7.525 espectadores Árbitro(s): Tesfaye Gebreyesus | Asistencia: 7.525 espectadores Árbitro(s): Tesfaye Gebreyesus |

| 9 de febrero de 1970 | Congo-Kinshasa              | 2:2 (0:1) | Guinea                      | Estadio Wad Madani, Wad Madani                             |                                                            |
|                      | Kalonzo 70' · Mungamuni 72' |           | Sory 5' · Edenté 55' (pen.) | Asistencia: 3.342 espectadores Árbitro(s): Théodore Koudou | Asistencia: 3.342 espectadores Árbitro(s): Théodore Koudou |

| 9 de febrero de 1970 | RAU         | 1:1 (0:0) | Ghana      | Estadio Wad Madani, Wad Madani                              |                                                             |
|                      | Bazooka 70' |           | Sunday 60' | Asistencia: 3.342 espectadores Árbitro(s): Stanislas Kandem | Asistencia: 3.342 espectadores Árbitro(s): Stanislas Kandem |

| 11 de febrero de 1970 | Guinea   | 1:1 (1:0) | Ghana     | Estadio Wad Madani, Wad Madani                           |                                                          |
|                       | Tolo 10' |           | Owusu 50' | Asistencia: 3.927 espectadores Árbitro(s): Ahmed Khelifi | Asistencia: 3.927 espectadores Árbitro(s): Ahmed Khelifi |

| 11 de febrero de 1970 | RAU            | 1:0 (0:0) | Congo-Kinshasa | Estadio Wad Madani, Wad Madani                             |                                                            |
|                       | Abugreisha 71' |           |                | Asistencia: 3.927 espectadores Árbitro(s): Bennet Simfukwe | Asistencia: 3.927 espectadores Árbitro(s): Bennet Simfukwe |

### Segunda fase
|  | Semifinales           | Semifinales           |   |                       | Final                 | Final |  |
|  |                       |                       |   |                       |                       |       |  |
|  |                       |                       |   |                       |                       |       |  |
|  | Jartum, 14 de febrero |                       |   |                       |                       |       |  |
|  | Costa de Marfil       | 1                     |   |                       |                       |       |  |
|  | Ghana (pr.)           | 2                     |   |                       |                       |       |  |
|  |                       |                       |   |                       |                       |       |  |
|  |                       |                       |   |                       | Jartum, 16 de febrero |       |  |
|  |                       |                       |   |                       | Ghana                 | 0     |  |
|  |                       | Sudán                 | 1 |                       |                       |       |  |
|  |                       |                       |   |                       |                       |       |  |
|  |                       |                       |   |                       |                       |       |  |
|  |                       |                       |   |                       | Tercer lugar          |       |  |
|  | Jartum, 14 de febrero | Jartum, 14 de febrero |   | Jartum, 16 de febrero | Jartum, 16 de febrero |       |  |
|  | R. Árabe Unida        | 1                     |   | Costa de Marfil       | 1                     |       |  |
|  | Sudán (pr.)           | 2                     |   |                       | R. Árabe Unida        | 3     |  |

#### Semifinales
| 14 de febrero de 1970 | Costa de Marfil | 1:2 (1:1, 0:1) (t. s.) | Ghana                   | Estadio de Jartum, Jartum                                   |                                                             |
|                       | Losseni 78'     |                        | Sunday 21' · Jabir 100' | Asistencia: 12.350 espectadores Árbitro(s): Papa Salla Ngom | Asistencia: 12.350 espectadores Árbitro(s): Papa Salla Ngom |

| 14 de febrero de 1970 | RAU           | 1:2 (1:1, 0:0) (t. s.) | Sudán             | Estadio de Jartum, Jartum                                 |                                                           |
|                       | El-Shazly 84' |                        | El-Issed 83' 102' | Asistencia: 12.350 espectadores Árbitro(s): Ahmed Khelifi | Asistencia: 12.350 espectadores Árbitro(s): Ahmed Khelifi |

#### Tercer lugar
| 16 de febrero de 1970 | RAU                  | 3:1 (2:0) | Costa de Marfil | Estadio de Jartum, Jartum                                  |                                                            |
|                       | El-Shazly 3' 14' 50' |           | Pokou 72'       | Asistencia: 12.187 espectadores Árbitro(s): Mohamed Boukli | Asistencia: 12.187 espectadores Árbitro(s): Mohamed Boukli |

#### Final
| 16 de febrero de 1970 | Sudán        | 1:0 (1:0) | Ghana | Estadio de Jartum, Jartum                                      |                                                                |
|                       | El-Issed 12' |           |       | Asistencia: 12 187 espectadores Árbitro(s): Gebreyesus Tesfaye | Asistencia: 12 187 espectadores Árbitro(s): Gebreyesus Tesfaye |

|                           |
| Bandera de Sudán          |
| Campeón Sudán 1.er título |

## Clasificación general
| Equipo | Equipo          | Pts | PJ | PG | PE | PP | GF | GC | Dif | Rend  |
| ------ | --------------- | --- | -- | -- | -- | -- | -- | -- | --- | ----- |
| 1      | Sudán           | 8   | 5  | 4  | 0  | 1  | 8  | 3  | 5   | 80%   |
| 2      | Ghana           | 6   | 5  | 2  | 2  | 1  | 6  | 4  | 2   | 60%   |
| 3      | RAU             | 7   | 5  | 3  | 1  | 1  | 10 | 5  | 5   | 70%   |
| 4      | Costa de Marfil | 4   | 5  | 2  | 0  | 3  | 11 | 9  | 2   | 40%   |
| 5      | Camerún         | 4   | 3  | 2  | 0  | 1  | 7  | 6  | 1   | 66,6% |
| 6      | Guinea          | 2   | 3  | 0  | 2  | 1  | 4  | 7  | -3  | 33,3% |
| 7      | Congo-Kinshasa  | 1   | 3  | 0  | 1  | 2  | 2  | 5  | -3  | 16,6% |
| 8      | Etiopía         | 0   | 3  | 0  | 0  | 3  | 3  | 12 | -9  | 0%    |

## Goleadores
8 goles
- Laurent Pokou

5 goles
- Hassan El-Shazly

3 goles
- Mengistu Worku
- Kwasi Owusu
- Hasabu El-Sagheer
- Ali Abo Greisha

2 goles
- Emmanuel Koum
- Gaston Paul N'Doga
- Jean-Marie Tsébo
- Diomandé Losseni
- Ibrahim Sunday
- Soriba Soumah
- Jaksa
- Muhamad El-Basheer El-Asyad

1 gol
- Jean Manga-Onguéné
- François Tahi
- Malik Jabir
- Petit Sory
- Thiam Ousmane Tolo
- Ali Gagarin
- André Kalonzo
- Léon Mungamuni
- Sayed Abdel Razek
- Taha Basry

## Equipo Ideal
- Fuente:[1]

| Guardameta    | Defensas                                      | Centrocampistas                                                  | Delanteros                   |
| ------------- | --------------------------------------------- | ---------------------------------------------------------------- | ---------------------------- |
| Robert Mensah | Samir Salih John Eshun Amin Zaki Hany Mostafa | Ernest Kallet Bialy Ibrahim Sunday Bernard Gnahoré Maxime Camara | Laurent Pokou Ali Abo Gresha |